# Phorodon humuli
Espèce
Synonymes
- Aphis humuli Schrank, 1801[2]
- Phorodon (Phorodon) humuli (Schrank, 1801)[2]

Phorodon humuli, le puceron du houblon, est une espèce d'insectes hémiptères de la famille des Aphididae. Ce puceron est l'un des principaux insectes ravageurs du houblon (Humulus lupulus).

## Dégâts
Les pucerons sont des insectes piqueurs-suceurs qui aspirent les nutriments et l'humidité des feuilles et des cônes grâce à leurs pièces buccales perforantes. Les feuilles endommagées peuvent s'enrouler et se flétrir. De fortes infestations peuvent provoquer une défoliation complète. L'attaque des cônes peut provoquer des symptômes semblables à ceux du flétrissement des cônes et leur brunissement. Lorsqu'ils se nourrissent, les pucerons sécrètent un miellat sucré qui peut favoriser soutenir la croissance de champignons et de bactéries secondaires, notamment la fumagine. La fumagine réduit la photosynthèse et peut rendre les cônes invendables. Les pucerons peuvent également transmettre des phytovirus.

## Plantes̠-hôtes
Le puceron du houblon est une espèce diécique, dont le cycle de vie se déroule sur deux types de plantes-hôtes : hôtes d'hiver (hôtes primaires) et hôtes d'été (hôtes secondaires). Les hôtes d'hiver sont des arbres du genre Prunus, comme Prunus domestica, Prunus spinosa, Prunus padus, Prunus cerasifera, Prunus pissardii, Prunus serotina, Prunus persica, etc., sur lesquels les pucerons hivernent sous forme d'œufs. Les hôtes d'été sont des plantes herbacées, le houblon cultivé ou sauvage, et parfois la grande ortie (Urtica dioica). 